# Цзя Дань
Цзя Дань (賈耽, 730 — 805) — китайский картограф и государственный служащий времен империи Тан.

## Биография
Родился в 730 году в Наньпи округа Цанчжоу (современная провинция Хэбэй). В период Тяньбао (742—755) получил ученую степень минцзин («знаток канонов»). Служил главой ведомства общественных работ (гунбу), начальником цензората (юйши-дафу), губернатором (цзе-души) одного из 15 округов — Шаньнаньдундао (современные провинции Сычуань, Хэнань, Шэньси, Хубэй), с 793 до смерти 13 лет был первым министром (тунпин-чжанши).

## Научная и литературная деятельность
Занимаясь отношениями с иностранными государствами и увлекаясь географией, составил «Го яо ту» («Изображение главного в государстве»), а за императорским приказом от 784 года — карту всей страны и сопредельных земель. Завершена была в 801 году и получила название «Хайней хуа и ту» («Изображения китайских и варварских [земель] внутри [четырех] морей»). Она была 9 м длиной и 10 м высотой, с сеткой в масштабе 1 цунь (3,11 см) до 100 ли (559,8 м), охватив территорию в 30000 ли с востока на запад и 33000 ли с севера на юг, то есть почти всю Азию. Кроме Китая представляла множество «варварских» государств, сведения о которых Цзя Дань получал от их посланцев.
Написанные им «Гуцзинь цзюньго даосянь си и шу» («Описание древних и современных областей, государств, округов, уездов и [земель] варваров четырех [сторон света]», 40 цзюаней), «Хуанхуа сидацзи» («Записки о Китайскую империю и [земли] четырех направлений», 10 цзюаней) и другие произведения утрачены.
В географической главе «Ди Ли чжи» («Трактат о принципах земле») «Синь Тан шу» («Новая книга об эпохе Тан») сохранился его очерк путей сообщения Китая с заграницей. В антологии «Юйханьшань фан цзи и шу» («Восстановленные книги из дома в горах Юйшань») Ма Гохань (1794—1857) включил «Ши дао цзи» («Записки о десяти путей», цзюань 1) и «Туфань Хуанхэ лу» («Записи о Тибете и Желтую реку») Цзя Даня. Четыре его очерки вошли в «Цюань Тан вэнь» («Вся проза [эпохи] Тан») и одно стихотворение в «Цюань Тан ши» («Вся поэзия [эпохи] Тан»).